# Liste des circonscriptions électorales du Merseyside
Le Comté cérémoniel du Merseyside 
est divisé en 15 circonscriptions électorales, 12 Borough constituencies
et 3 County constituencies.

## Circonscription
- Conservateur
- Labour
- Liberal Democrat

| Circonscription                | Électeur | Majorité | Member of Parliament | Member of Parliament | Opposition | Opposition      | Map |
| ------------------------------ | -------- | -------- | -------------------- | -------------------- | ---------- | --------------- | --- |
| Birkenhead BC                  | 62,410   | 20,652   |                      | Frank Field          |            | Clark Vasey     |     |
| Bootle BC                      | 70,145   | 28,704   |                      | Peter Dowd           |            | Paul Nutall     |     |
| Garston and Halewood BC        | 73,719   | 27,146   |                      | Maria Eagle          |            | Martin Williams |     |
| Knowsley BC                    | 79,108   | 34,655   |                      | George Howarth       |            | Louise Bours    |     |
| Liverpool, Riverside BC        | 70,829   | 24,463   |                      | Louise Ellman        |            | Martin Dobson   |     |
| Liverpool, Walton BC           | 61,908   | 27,777   |                      | Steve Rotheram       |            | Steven Flatman  |     |
| Liverpool, Wavertree BC        | 61,549   | 24,303   |                      | Luciana Berger       |            | James Pearson   |     |
| Liverpool, West Derby BC       | 63,651   | 27,367   |                      | Stephen Twigg        |            | Neil Miney      |     |
| Sefton Central CC              | 67,744   | 11,846   |                      | Bill Esterson        |            | Valerie Allen   |     |
| Southport BC                   | 67,326   | 1,322    |                      | John Pugh            |            | Damien Moore    |     |
| St Helens North BC             | 75,262   | 17,291   |                      | Conor McGinn         |            | Paul Richardson |     |
| St Helens South and Whiston BC | 77,720   | 21,243   |                      | Marie Rimmer         |            | Gillian Keegan  |     |
| Wallasey BC                    | 65,495   | 16,348   |                      | Angela Eagle         |            | Chris Clarkson  |     |
| Wirral South CC                | 56,956   | 4,599    |                      | Alison McGovern      |            | John Bell       |     |
| Wirral West CC                 | 55,377   | 417      |                      | Margaret Greenwood   |            | Esther McVey    |     |

## Résultats
| 2005 | 2010 | 2015 |
| ---- | ---- | ---- |
|      |      |      |

## Circonscription 1997-2010
1. Birkenhead BC
2. Bootle BC
3. Crosby BC
4. Knowsley North and Sefton East CC
5. Knowsley South CC
6. Liverpool, Garston BC
7. Liverpool, Riverside BC
8. Liverpool, Walton BC
9. Liverpool, Wavertree BC
10. Liverpool, West Derby BC
11. St Helens North BC
12. St Helens South BC
13. Southport BC
14. Wallasey BC
15. Wirral South CC
16. Wirral West CC